# Чемпион
Чемпио́н (англ. champion из лат. campio) — спортсмен или спортивная команда, ставшие победителем в каком-либо соревновании, обычно спортивном.
В некоторых видах спорта высочайшее звание — чемпион мира. Олимпийский чемпион — спортсмен или команда, победившие в турнире Олимпийских игр. Обладателя второго места (серебряной медали) в спортивном дискурсе называют вице-чемпионом.
В малом энциклопедическом словаре Брокгауза и Ефрона чемпион определяется как лицо в средневековье, заступавшее вместо одного из участников судебного поединка; впоследствии рыцарь, добровольно сражавшийся за беззащитных людей.
В словаре Ушакова даётся определение чемпиона как защитника, поборника чего-либо.